# Grote schiffornis
De grote schiffornis (Schiffornis major) is een zangvogel uit de familie Tityridae.

## Verspreiding en leefgebied
Deze soort komt voor in het Amazonegebied en telt twee ondersoorten:
- S. m. duidae: zuidelijk Venezuela.
- S. m. major: westelijke en centrale Amazonegebied.

## Status
De grootte van de populatie is niet gekwantificeerd maar de soort wordt omschreven als algemeen. Op de Rode lijst van de IUCN heeft deze soort de status niet bedreigd.